# Léon Mac-Auliffe
Pour les articles homonymes, voir Mac-Auliffe.
Léon Mac-Auliffe, né le 29 février 1876 à Paris 13e et mort le 7 février 1937, est un médecin français. 
Ancien élève de Claude Sigaud, il fonde en 1923 la Société des formes humaines ou Société de Morphologie humaine. Par ailleurs, il est plus tard directeur-adjoint du Laboratoire de psychologie pathologique à l'École pratique des hautes études de Paris. 
Il collabore, au sein de l'Institut Pasteur de Paris, avec le docteur Auguste Chaillou, sur la rédaction de précis médicaux. 

## Ouvrages
- Morphologie médicale, (avec Auguste Chaillou), Paris 1912
- Précis d'exploration externe du tube digestif, (avec Auguste Chaillou)
- Les Tempéraments, 1926.
- La Personnalité et l'hérédité, Paris, Amédée Legrand, 1932.